# آنا جيراسيمو
آنا جيراسيمو (باليونانية: Άννα Γερασίμου)‏ مواليد 15 أكتوبر 1987 في كافالا، هي لاعبة كرة مضرب يونانية سابقة بدأت مسيرتها كمحترفة سنة 2003 وكانت تلعب باليد اليمنى، اعتزلت اللعب في 2010. أعلى تصنيف لها في الفردي كان 200. أعلى تصنيف لها في الزوجي كان 201. سبق أن شاركت في دورة الألعاب الأولمبية الصيفية.

## روابط خارجية
- آنا جيراسيمو على موقع رابطة محترفات التنس (الإنجليزية)
- آنا جيراسيمو على موقع الاتحاد الدولي لكرة المضرب (الإنجليزية)
- آنا جيراسيمو على موقع كأس بيلي جين كينغ (الإنجليزية)
- آنا جيراسيمو على موقع خلاصة التنس.كوم (الإنجليزية)
- آنا جيراسيمو على موقع إي إس بي إن.كوم (الإنجليزية)
- آنا جيراسيمو على موقع اللجنة الأولمبية الدولية (الإنجليزية)
- آنا جيراسيمو على موقع أوليمبيديا (الإنجليزية)